# François de Treil de Pardailhan
François de Treil de Pardailhan est un noble languedocien du XVIIIe siècle, chef de la famille de Treil de Pardailhan. 

## Biographie
Fils de Joseph Treil (1681-1779) et de Marie Azaïs (1687-1764), François Treil nait le 22 octobre 1715 à Olargues d'une riche famille bourgeoise, dont il va devenir le premier membre anobli. Troisième fils derrière Jean-Antoine de Treil et Joseph II de Treil, il est tout de même héritier de la famille, car ceux-ci ont choisi de se consacrer à la vie religieuse.
Son père devenu riche désire maintenant amener la noblesse à sa famille. Pour cela, il achète le titre anoblissant de secrétaire du roi à la cour des Aides de Montpellier, qu'il va garder vingt ans, ce qui le rend effectif. De plus, il rachète la seigneurie de Pardailhan et le château de Pardailhan à la famille de Portes de Pardailhan, avant de l'offrir à François Treil. Celui-ci, devenu noble et propriétaire, élève ses terres au rang de baronnie et prend pour titre baron François de Treil de Pardailhan. En 1763, son père achète aussi les seigneuries de La Caunette et d'Aigne (avec le château de La Caunette), terres que récupère aussi François de Treil de Pardailhan en 1767.
Pour compléter cette ascension sociale fulgurante, François de Treil de Pardailhan fait entrer deux de ses fils, Thomas-François de Treil de Pardailhan et Alexandre de Treil de Pardailhan, à la maison militaire du roi de France, où ils deviennent respectivement mousquetaire et garde du corps du roi. Néanmoins, lorsqu'arrive la Révolution française, la famille se déchire entre révolutionnaires et émigrés rejoignant l'armée des Princes, et François de Treil de Pardailhan tente de sauvegarder le patrimoine de la famille, ce qui lui vaut d'être enfermé à la prison des Récollets en 1794. Il y rejoint sa nièce Rose de Villeneuve, car il a tenté de cacher ses titres de noblesse.
Libéré, François de Treil de Pardailhan meurt finalement le 25 septembre 1805 à Saint-Pons-de-Thomières,.

## Mariage
François de Treil de Pardailhan épouse en 1752 une bourgeoise parisienne, Jeanne Ragon (1733-1771), fille de Thomas Ragon (trésorier du Roi, ) et de Louise-Catherine Legendre (1698-1782), dont :
- Louise-Marie de Treil de Pardailhan (19 août 1753, Paris - 1754, Noisiel), morte en bas âge ;
- Thomas-François de Treil de Pardailhan (1er juillet 1754, Paris - 2 août 1822, Pardailhan), mousquetaire et député de Paris ;
- Monique de Treil de Pardailhan (9 janvier 1756, Saint-Pons-de-Thomières - 19 septembre 1822, château des Pardailhan), mariée en 1775 à Joseph-Alexandre de Planque ;
- Louis-Pons de Treil de Pardailhan (12 mai 1759 - ?), mort en bas âge ;
- Alexandre de Treil de Pardailhan (9 janvier 1762, Saint-Pons-de-Thomières - 19 septembre 1822, La Caunette), sous-préfet de Saint-Pons et garde du corps du roi émigré à la Révolution française ;
- Magloire de Treil de Pardailhan (2 juin 1764 - 31 mars 1794, Saint-Pons-de-Thomières), chanoine et prieur ;
- Marie-Françoise Monique de Treil de Pardailhan (2 janvier 1769, Saint-Pons-de-Thomières - ?), morte en bas âge ;
- Marie-Félicité de Treil de Pardailhan (1771, Saint-Pons-de-Thomières - 23 février 1797, Saint-Pons-de-Thomières), mariée à Claude-François de Villiers .